# Walter Samuel Goodland

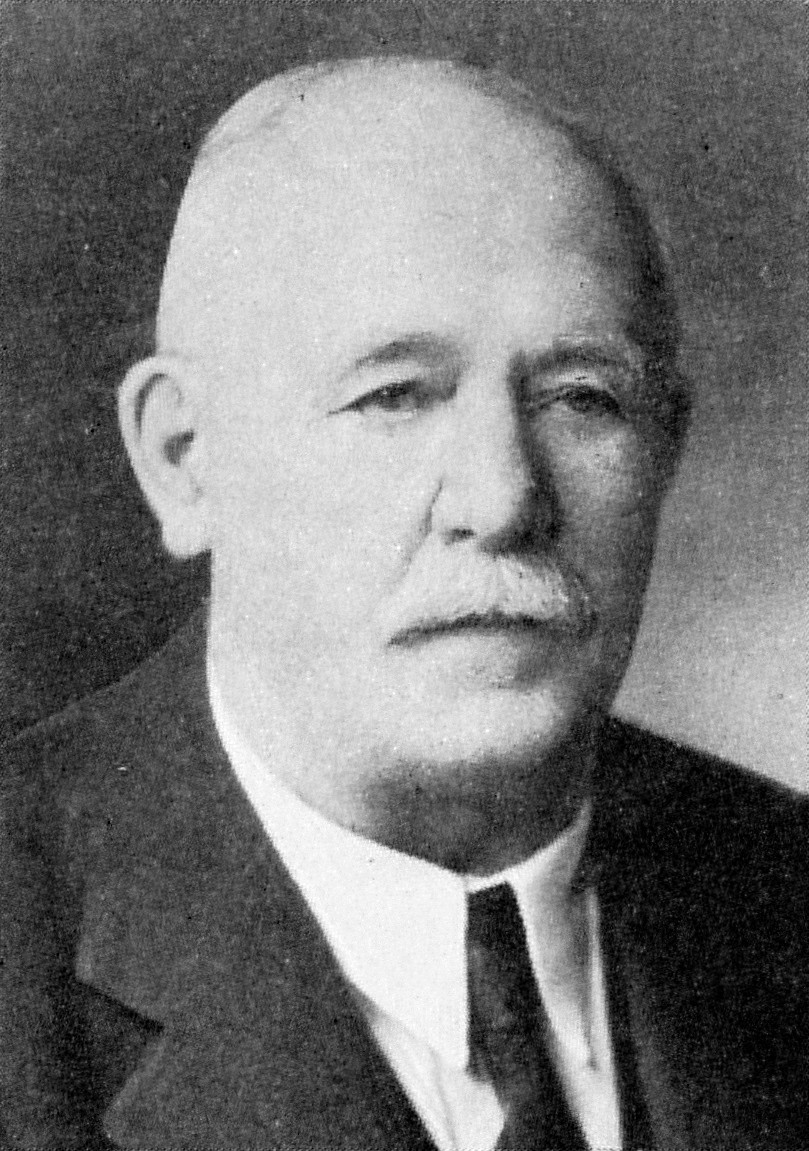
Walter Samuel Goodland

Walter Samuel Goodland, född 22 december 1862 i Sharon, Wisconsin, död 12 mars 1947 i Madison, Wisconsin, var en amerikansk republikansk politiker. Han var guvernör i delstaten Wisconsin från 1943 fram till sin död. Han var den äldsta guvernören i Wisconsins historia.
Goodland var publicist och advokat innan han blev politiker. Han var borgmästare i Racine, Wisconsin 1911-1915.
Goodland var viceguvernör i Wisconsin 1939-1943. Han var inte en av guvernörskandidaterna i valet 1942. Orland Steen Loomis vann valet men avled innan han hann tillträda guvernörsämbetet. Det tvistades om vem som skulle bli guvernör efter att Julius P. Heils mandatperiod skulle löpa ut i januari 1943. Wisconsins högsta domstol avgjorde att viceguvernören Goodland fick efterträda Heil som guvernör. Goodland var 80 år gammal vid den tidpunkten. Han vann 1944 års guvernörsval i Wisconsin mot demokraten Daniel W. Hoan. Goodland omvaldes 1946. Han avled i ämbetet 84 år gammal och efterträddes av Oscar Rennebohm.
Goodland var gift tre gånger och hade fyra barn från första äktenskapet och ett barn från andra äktenskapet.